# Jean Dieu de Saint-Jean
Jean Dieu de Saint-Jean (1654–1695) foi um pintor francês, filho de Jean Dieu.

## Obras
- Museu do Castelo de Blois, Portrait du musicien Marin Marais, assinado 'I DE S IE, referindo-se às suas iniciais "J. de S. Je(an)."